# Constanța Comișel
Constanța Comișel (n. 30 aprilie 1934) a fost un deputat român în legislatura 1990-1992, ales în județul Dolj pe listele partidului FSN. În adrul activității sale parlamentare, Constanța Comișel a fost membră în grupurile parlamentare de prietenie cu Republica Portugheză, Regatul Thailandei, Republica Populară Chineză, Japonia, Republica Italiană, Republica Coreea, Canada, Republica Libaneză și Regatul Spaniei.